# Isla Daebu
Daebu es una isla en el mar Amarillo, dentro de los límites municipales de la ciudad de Ansan, en la provincia de Gyeonggi. Tiene una población de aproximadamente 7.114 personas y una superficie de 41,98 km² Debido al aumento de las marismas, la isla se ha fusionado con la vecina Seongam-do (Hangul:선감 도). y Tan-do (탄도). Administrativamente, la isla hoy en día se divide en cinco dong: Daebubuk-dong (대부 북동), Daebunam-dong (대부북동), Daebudong-dong (대부 동동), Seongam-dong (선감동) y Pungdo-dong (풍도동). Las industrias predominantes son el turismo y la pesca. La isla está conectada (a través de Seongam-do y Tan-do) con el continente en el sureste por puentes de carretera, a Hyeong-do (형도) (y desde allí hacia el continente ) en el norte este con varias rutas, y a Seonjae-do (선재 도) (y por lo tanto a Yeongheung 영흥도 y otros) en el oeste por un puente de carretera más.